# Roger-François Gauthier
Pour les articles homonymes, voir Gauthier.
 (janvier 2017).
Si vous disposez d'ouvrages ou d'articles de référence ou si vous connaissez des sites web de qualité traitant du thème abordé ici, merci de compléter l'article en donnant les références utiles à sa vérifiabilité et en les liant à la section « Notes et références ».
Roger-François Gauthier est une personnalité du monde de l'éducation et expert international en matière de politiques éducatives.
Son parcours est celui d’un administrateur de l’éducation nationale « non-aligné », devenu peu à peu chercheur et expert dans le domaine des sciences de l’éducation, puis passant de l'expertise à l'intervention politique. Ses travaux, en général fondés sur la comparaison internationale en éducation, sont devenus une référence sur la question des contenus d’enseignement et des politiques curriculaires.
Il a été professeur agrégé en lettres, puis en tant qu’administrateur civil, sous-directeur d’administration centrale, directeur général du Centre National de Documentation Pédagogique (CNDP), inspecteur général de l'administration de l'Éducation nationale et de la recherche (IGAENR). Il a été également professeur des universités associé (Université Descartes Paris V La Sorbonne Paris Cité) et membre du Conseil supérieur des programmes. Il est auteur de nombreux ouvrages portant sur les politiques éducatives et est intervenu en tant qu'expert auprès de différents pays et organisations internationales. 

## Biographie

### Formation et carrière
Né à Saint-Vérand (Rhône) et ancien élève de l’école primaire publique Gabriel-Péri de Vénissieux, ainsi que du lycée Ampère-Saxe, puis du lycée du Parc (Lyon), Roger-François Gauthier est agrégé de lettres classiques (1974), et à ce titre, jusqu’en 1981, professeur dans l’enseignement secondaire en France puis à la chaire de langues romanes de l’Université de Timişoara (Roumanie).
Élève de l’École nationale d’administration (promotion Louise-Michel, 1982-1984), il effectue son stage d’entreprise à la rédaction du Courrier Picard.
Administrateur civil, il choisit l’Éducation nationale à sa sortie de l’école, puis y effectue l’essentiel de sa carrière administrative entre 1984 et 1995, occupant différentes fonctions de sous-directeur, chargé notamment de l’enseignement secondaire, de la formation professionnelle initiale, des programmes d’enseignement et des examens. Entre 1988 et 1990, il est à la direction générale de l’aviation civile (chef du bureau des relations internationales bilatérales, service du transport aérien).
Entre 1995 et 2000, il est directeur général du Centre National de Documentation Pédagogique (CNDP, désormais Canopé). En 1999, il est membre du comité de pilotage "Collège de l’an 2000", au cabinet de Ségolène Royal, ministre déléguée à l’enseignement scolaire.
Il est nommé, en 2000, inspecteur général de l’administration de l’éducation nationale et de la recherche (IGAENR). À ce titre, il pilote jusqu’en 2013 des travaux collectifs et rapports (voir bibliographie) qui auront un retentissement institutionnel, notamment sur la formation initiale et continue des maîtres, l’évaluation des collèges et des lycées en France, les acquis des élèves, l'évaluation des étudiants à l'Université, le baccalauréat, la mise en œuvre du Livret personnel de compétences au collège, ou encore sur la carte scolaire.
Il est co-responsable au ministère de l’éducation nationale de la mission de prévention des phénomènes sectaires en éducation (MPPS), correspondant à ce titre de la Miviludes.
En 2010, il est nommé professeur contractuel, puis en 2012 professeur des universités associé à l’Université Descartes Paris V La Sorbonne Paris Cité où il enseigne l’éducation comparée (Master Coopération internationale en éducation et formation) et anime un séminaire de recherche sur la notion de politique éducative. Il participe aux enseignements des parcours « Formateurs d’enseignants » et « Encadrement éducatif » du master Éducation et Formation.
Il obtient en 2011 le doctorat en sciences de l’éducation, pour sa thèse « Malgoverno » éducatif et questions curriculaires en France : Fil rouge sur travaux (1985-2010), soutenue à l’Université Lumière-Lyon II, sous la direction du professeur André Robert.
Le 10 octobre 2013, il est nommé au titre des personnalités qualifiées membre du Conseil supérieur des programmes créé par la loi du 8 juillet 2013 d’orientation et de programmation pour la refondation de l’École de la République. La dernière année (jusqu’à novembre 2018) de son mandat au Conseil supérieur des programmes, il s’est inscrit en faux contre les orientations impulsées par le ministre Jean-Michel Blanquer en matière de programmes, et dans une interview il a explicité le sens de son positionnement.
Depuis 2019
Depuis 2019, il se consacre à des activités de recherche, d’écriture, d’expertises internationales et de conférences de vulgarisation.
Depuis janvier 2019, il est auteur régulier de tribunes dans Le Monde, sur des sujets d’éducation. Il a conduit aussi en 2019 un cycle de conférences sur l’éducation en France et dans le monde à l’université populaire de Bondy.
Depuis mars 2019, il est délégué général du Comité universitaire d’infirmation pédagogique (CUIP). Depuis juin 2019, il est membre associé du laboratoire EDA (Education, Discours, Apprentissages).
Il a au cours des dernières années à la fois pris du recul par rapport à diverses situations éducatives nationales, ce qui s’exprime notamment dans son livre Crises des programmes scolaires, vers une école de la conscience ! (Berger-Levrault, 2019). Il a notamment radicalisé sa position en considérant que le souci de pérenniser des privilèges de classe, de corporation, d’ethnie ou de fortune sont l’obstacle permanent, général et passé sous silence à l’amélioration de l’éducation dans la plupart des pays, mais aussi que l’évolution des savoirs humains à l’heure du numérique, du Big Data, des algorithmes, des mondialisations et des privatisations pose à l’école telle qu’elle est des questions dont sa survie impliquerait qu’elle se saisisse mieux.
Il développe en parallèle une activité d'aquarelliste et de peintre fresquiste, notamment au sein du collectif Paris-Affresco. Il partage son temps entre Paris et San Quirico di Moriano (commune de Lucques) en Toscane.

### Activités en matière internationale en éducation
À partir de 1990, il multiplie les expériences et publications en matière d’éducation comparée, dans différents cadres et en considération d’un grand nombre de pays européens (notamment Italie, Écosse Finlande, Angleterre, Belgique), africains (notamment Bénin, République Démocratique du Congo, Maroc, Côte d’Ivoire), américains (notamment États-Unis, Québec, Argentine, Brésil) et asiatiques (notamment Inde, Japon et Vietnam).
Après 2002, il est consultant auprès de l’UNESCO, notamment sur la question des contenus de l’enseignement et des curricula. À ce titre, l’UNESCO lui commande en 2005 notamment l’ouvrage Les contenus de l’enseignement secondaire dans le monde : état des lieux et choix stratégiques, publié aussi en ligne en 2006 (en français et en anglais). En outre, il a été consultant notamment auprès du Council of Boards of Secondary Education (Inde), de l’Université de Cambridge (Cambridge international examinations), de l'Organisation internationale de la francophonie et a été membre de la Table Ronde franco-américaine en éducation. Il participe également au projet européen Know&Pol sous la coordination d’Agnès Van Zanten.
Depuis 2003, il est membre du comité de rédaction de la Revue internationale d’éducation de Sèvres. Il a plus particulièrement piloté les numéros sur le travail des élèves : L'élève aujourd'hui : façons d'apprendre (no 29, 2002) et surtout Le curriculum dans les politiques éducatives (no 56, 2011), puis Ce que l’école enseigne à tous (no 73, 2016). Il est membre du conseil scientifique de préparation du colloque international L’éducation en Asie en 2014 : quels enjeux mondiaux ?, puis du colloque Conditions de réussite des réformes en éducation (2019). Il a été président (2012-2013) et désormais président d’honneur de l’Association française des acteurs de l’éducation (AFAE). Il a été également membre de l’Executive committee de la Standing International Conference of Inspectorates (SICI).
Il est régulièrement invité de plusieurs universités françaises et étrangères (à Cambridge, Buenos-Aires, Shangai, Namur, HanoÏ), et participe à de nombreux colloques ou sessions de cours, en France et à l’étranger, notamment en matière de formation de formateurs et d’enseignants. Il est intervenu souvent sur les questions internationales lors de sessions de formation des personnels de l’éducation nationale française.

## Pensée
- Si vous ne connaissez pas le sujet, laissez ce bandeau (vous pouvez alors contacter les auteurs).
- Si vous supprimez le contenu mis en cause (vous pouvez préalablement contacter les auteurs),

argumentez précisément cette suppression dans la page de discussion
(un manque de référence n'est pas un argument ; une recherche réelle de référence doit avoir été effectuée, être formellement documentée).

### La pratique du comparatisme contextualisé en éducation
Roger-François Gauthier a fait de la comparaison internationale concrète et contextualisée en éducation un outil irremplaçable pour d’abord mieux comprendre et expliquer les spécificités de son propre pays (effet de décentration) et de tout pays « comparé », mais aussi pour décrire certaines des grandes problématiques mondiales en éducation, qui transcendent les politiques des Etats.
C'est en s'appuyant notamment sur des comparaisons internationales qu'il dénonce par ses différents travaux le « système éducatif français » (notion qu’il combat en ce qu’elle laisse attendre une cohérence et une transparence que n’offre pas aucun appareil scolaire français). Il le décrit comme prisonnier d’un système de pouvoirs bureaucratique et corporatiste, préoccupé de formater et sélectionner des élites étroites plutôt que de répondre aux besoins du grand nombre, et au total surtout indifférent à ce que les élèves doivent apprendre à l’école comme à leurs acquis réels, qui sont évalués selon les cas de façon démagogique ou hypocrite.
Dans ses travaux internationaux, il a attaché de plus en plus d’importance aux cultures dans lesquelles les systèmes d’éducation se sont organisés et aux effets des divers contextes. C’est ainsi que, tout en en acceptant l’intérêt, il s’est détourné des comparaisons internationales sous forme de tests standardisés transnationaux de compétences, comme les enquêtes PISA, de l’OCDE, pour leur préférer des études plus profondes, entrant les traditions et la culture des pays ou régions, pour tenter de comprendre au fond le sens que prenait l’éducation dans les différents contextes.
Il a en particulier adapté une position critique face à divers travaux d’organisations internationales, en raison de leur caractère réducteur et de leur regard technocratique, comme ce fut le cas face au rapport 2018 de la Banque mondiale, Learning to Realize Education’s Promise, qu’il notamment commenté dans un article de la Revue internationale d’éducation de Sèvres.

### La diffusion en France de la notion de curriculum
Roger-François Gauthier a, par de nombreuses interventions, conférences et articles, contribué à diffuser en France la notion de « curriculum », souvent utilisée à l’étranger.
Il propose le concept de « curriculum » en lieu et place de celle de « programme scolaire ». Il soutient en effet l’idée selon laquelle la tradition idéalisée et fragmentée des programmes d’enseignement à la française, associés à un système d’évaluation des élèves estimé stigmatisant, est une des causes des difficultés majeures de l’école de France et de l’échec des élèves. Il plaide à ce titre notamment pour :
- que les programmes ne soient pas une simple occasion d’évaluer et de trier les élèves. Au contraire, il défend l’idée qu’ils produisent un sens substantiel[25] pour les élèves et portent des valeurs, qu’il est d’autant plus nécessaire d’expliciter à une époque où les savoirs circulant hors de l’école sont devenus très importants et où la tentation d’un relativisme généralisé est souvent présente chez les élèves et les citoyens ;
- que l'on construise en même temps les programmes, les évaluations des élèves et la formation des maîtres ; les évaluations des élèves, par exemple, présentées comme anodines et se limitant à photographier des acquis, formatent tout en réalité sans le dire, en décidant du type de connaissance, de compétence, de hiérarchie et d’élites que privilégie une communauté : « dis-moi comment tu évalues, et je te dirai (de) quelle société tu (es le) produis(t) ».
- que les programmes ne soient pas une norme nationale à exécuter, mais des objets au sens clair explicité aux élèves et dont les maîtres, dans la diversité des situations d’exercice, se saisissent en professionnels pour leur mise en œuvre.

Il en est arrivé à considérer que les seules politiques éducatives qui ont une chance de ne pas échouer mais de conduire véritablement tous les élèves à des meilleurs apprentissages sont des politiques qui se mettent au service de finalités explicites et socialement consensuelles en termes d’acquis des élèves et de contenus.
Parmi ses études sur le sujet, il faut mentionner le rapport Que doit-on apprendre à l’école ? Savoirs scolaires et politique éducative, qu’il a copiloté en mai 2016 au sein du Think Tank Terra Nova avec Agnès Florin, ou bien ses deux derniers ouvrages, Ce que l'école devrait enseigner, pour une révolution de la politique scolaire en France (2014), et Crises des programmes scolaires, vers une école de la conscience ! (2019).

### Une pensée de politique éducative en recherche
De ces différentes approches, il tire en effet une pensée politique sur l’école dans le monde, autour de l’observation du fait que la question des finalités de l’éducation et des contenus d’enseignement est souvent occultée aussi bien par des préoccupations structurelles et quantitatives à affichage démocratique que par la recherche facilement réductrice de la « performance » stimulée par le contexte d’évaluations internationales des élèves et de classements des pays. À ce titre il s’intéresse à la notion de « politique curriculaire » comme à un renouveau possible des politiques éducatives dans leur ensemble (déjà en cours dans certains pays et même en France, avec l’idée du « socle commun »). Au-delà, s’il observe que certains développements de dessaisissement des États, dans le cadre d’une éducation qui s’inscrit de plus en plus dans un double contexte de privatisation et de postmodernité, peuvent faire anticiper un effacement progressif des « politiques éducatives », il constate aussi leur résurgence à la fois dans un cadre de compétition accrue entre systèmes et d’une préoccupation plus répandue pour la qualité de l’école.
Il estime que la politique éducative doit être en tant que telle un objet d’étude pour les acteurs des différents niveaux, car les politiques éducatives de fait sont dans la réalité très souvent en échec par méconnaissance des mécanismes et contraintes de l’action en ce domaine. Cela vaut selon lui aussi bien en matière d’organisation des pouvoirs que de formation des professeurs et des ministres.

### Une nouvelle pensée sur les «savoirs scolaires»
Dans ses derniers travaux, il déplace son attention des seuls savoirs scolaires, sur la question qui lui semble appelée à devenir centrale de la fonction des savoirs que retient d’enseigner l’école face à toute la diversité des « savoirs du monde ». C’est en particulier le cas dans Crises des programmes scolaires. Vers une école de la conscience (Berger-Levrault, 2019), ouvrage où, selon la présentation dans le Café pédagogique du 7 juin 2019, l’auteur « se libère avec ce livre alerte qui se lit comme un roman. Il pose de façon radicale la question des programmes » (François Jarrault).
Roger-François Gauthier a commencé à interroger le rapport entre les programmes scolaires et « la vie », en constatant que dans la tradition chrétienne aussi bien que scientiste, la « conversion » vers Dieu ou la « science » détournait du monde et de la vie. Ayant abordé la question des « life skills » dans des contextes culturels différents, non sans en voir la complexité, il s’interroge sur un virage que l’école pourrait accomplir pour reconsidérer cette question des « compétences pour vivre ». Il considère en particulier que l’organisation des enseignements en disciplines juxtaposées, dont le projet n’a jamais été d’aider à vivre, doit être revue. Les disciplines, plutôt que se concevoir comme des références autocentrées lui semblent devoir être redéfinies pour apporter leur contribution à des projets de formation répondant à des finalités externes explicites. 
Il pense en particulier que pour différents motifs les systèmes scolaires unifiés et nationaux ne survivront pas aux courants de privatisation/mondialisation dont on est témoins aujourd’hui, s’ils ne font pas un effort nouveau pour définir leur fonction-même dans les sociétés humaines en termes de choix et de diffusion des savoirs.
C’est ainsi qu’il considère que l’école ne peut désormais plus œuvrer sans s’interroger sur la façon doivent évoluer les savoirs scolaires à l’heure de la disponibilité extrême des informations et des savoirs sur internet, de l’inflation des « fake news », du développement de la civilisation des data et des sociétés algorithmisées. Sans s’interroger sur ce qui peut favoriser la motivation des élèves pour ce qu’ils apprennent à l’école et leur bien-être dans l’acquisition des savoirs. Sans traiter les questions de la cohabitation dialogique des cultures du monde et des emboîtements d’échelles entre des savoirs communautaires, nationaux, ou relevant de l’humanité. "Rien ne permet d'être certain que l'école a raison d'enseigner ce qu'elle enseigne, en quoi elle ne croit plus toujours, en dehors de nourrir la machine des évaluations."
Au bout du compte, il a proposé l’idée que désormais, alors que les savoirs en eux-mêmes, leur mémorisation et leur exploitation seraient de moins en moins une prérogative humaine, les hommes se préoccupent davantage de la question du sens que les savoirs (notamment ceux de l’école, qui a la responsabilité de leur diffusion équitable) prennent pour l’élève, pour sa ou les communautés dont il relève, pour l’humanité et en dernier lieu pour la Planète. Tout savoir doit être conscience de ce qui l’a fait savoir humain (pour répondre à quelles questions ?) et de sa signification éthique.
Alors que certains se demandent si en remplaçant dans « tout projet de formation » « la connaissance sans l’homme » par un « humanisme de la conscience », l’auteur ne fait que mettre à jour « une nouvelle forme d’esprit critique » (Revue du SNPDEN). On peut aussi s’interroger sur la question de savoir si le sens éthique de tout savoir ne renvoie pas à une révolution plus radicale.
Il a eu l’occasion de préciser sa pensée sur les savoirs scolaires à l’occasion de la pandémie, en 2020, dans le cadre d’une conférence "Questions asked to school-knowledge by COVID pandemic", prononcée pour l’Association of Vietnamese Scientists and Experts (AVSE Global), Vietnam Education Symposium 2020.

### Le projet stratégique du CUIP et le groupe CICUR
En 2020, Roger-François GAUTHIER a contribué à former dans le cadre du Comité universitaire d’information pédagogique (CUIP), un groupe de réflexion intitulé « Désordres dans les savoirs scolaires- Interpellation du curriculum français » qu’il copilote avec Patrick Rayou. Ce groupe, constitué à l’origine d’une vingtaine de personnes d’origines très variées, visait un événement de lancement à la Bibliothèque nationale de France le 14 novembre 2020, événement que la pandémie a empêché de se tenir. Il se tiendra finalement le samedi 20 novembre 2021, toujours à la BnF.  
Dans le cadre de ce groupe, qui s’appelle désormais CICUR (Cercle d’interpellation du Curriculum. Ce que l’Ecole devrait enseigner ?), ont été produits le texte « Interpellation », ainsi qu’une trentaine de travaux, appelés « jalons », qui consistent en une analyse de questions éducatives qui en France divisent l’opinion, pour tenter de rechercher les origines historiques de ces blocages, et de poser des questions pour tenter d’en sortir en renouvelant la pensée. Ces travaux, ainsi que la liste des personnes impliquées dans ces travaux, sont disponibles sur le blog. 

### Sur les politiques de contenus d’enseignement en France et dans le monde
- Querelles d’école, pour une politique des contenus d’enseignement, SERDIMAP-Hatier, Paris 168 p. 1988.
- Les programmes d’enseignement dans l’institution scolaire française : problématique juridique et pédagogique générale, chapitre d’un ouvrage collectif in Qu’est-ce qu’un programme d’enseignement ? (coord. Chantal Demonque), Paris, CNDP-Hachette Éducation, 1994.
- Y a-t-il une exception française en matière de « programmes d’enseignement ?, article in Revue de l’inspection générale, 2006.
- Les contenus de l’enseignement secondaire dans le monde : état des lieux et choix stratégiques, UNESCO, version française et anglaise, en ligne, 139 p., 2006.
- L’instauration d’un « socle commun de connaissances et de compétences » en fin de scolarité obligatoire en France en 2005-2006 : Politisation du champ curriculaire et renouvellement des savoirs mobilisés, rapport projet Know&Pol, en coll. avec M. Le Gouvello, 2009.
- The French curricular exception and the troubles of Education and Internationalisation: will it be enough to rearrange the deckchairs?, article in European Journal of Education, vol.45. 2010.
- Compétences et statut des savoirs, contribution à ouvrage collectif, annexe 6, in Valérie Tehio (contribution. Françoise Cros), Actes du séminaire final de l’étude sur les réformes curriculaires en Afrique, Politiques publiques en éducation : le cas des réformes curriculaires. (10-12 juin 2009). CIEP, 2010.
- Le socle commun, avancée isolée ou amorce possible de politiques éducatives d’un nouveau type ? in Administration et Éducation, revue de l'Association française des acteurs de l'éducation (AFAE) no 134, L’école du socle, mai 2012.
- Contenus d'enseignement : ce que refonder pourrait vouloir dire, in Cahiers pédagogiques no 500, novembre 2012.
- Ce que l'école devrait enseigner - Pour une révolution de la politique scolaire en France, Dunod, Paris, 139p., 2014.
- « Ce que l’école enseigne en commun : enjeux et difficultés d’un thème politique majeur », Revue internationale d’éducation-Sèvres (pilotage du numéro :  « Ce que l’école enseigne à tous ».), 2016.
- « Forme scolaire et forme curriculaire, ou le fond a-t-il une forme ? », in Variations autour de la « forme scolaire, Mélanges offerts à André D. Robert, Presses universitaires de Nancy, 2017
- Crises des programmes scolaires. Vers une école de la conscience, Berger-Levrault, Au fil du débat, 2019.

### Sur les réformes éducatives en France et en comparaison international
- Mon enfant entre au collège, Paris, Stock, 204 p., 2000.
- De la réforme des collèges.Entre lois d’orientation et notes de service, in Administration et éducation, Le collège, 2001.
- « Révolution en cours du paradigme curriculaire français, signification et perspectives », Shanghaï, Revue « Global education », Institut chinois du Curriculum, Université normale de Shanghaï. 2016.
- Note sur World Development Report « Learning to Realize Educations’s Promise. Overview », World Bank Group, 2018, 52 p. en ligne », Revue internationale d’éducation Sèvres, 2018.

### Sur les questions d’évaluation en général, des élèves, des établissements et des systèmes
- Ce que savent les élèves en France, ou l’ « insoutenable légèreté » de la réalité scolaire française contemporaine, in Revue internationale d’éducation, 2006
- De part et d’autre de la ligne bleue du baccalauréat, in Revue de l’inspection générale, 2007.
- L’évaluation des collèges et des lycées en France : bilan critique et perspectives en 2004, rapport d’inspection générale, en coll. avec Etienne (J.) et alli., 2004
- Les acquis des élèves, pierre de touche de la valeur de l’école ?, en coll. avec Bardi (A.-M.) et alii, rapport d’inspection générale, 2005.
- Évaluation des acquis des élèves, évaluation de système, où en est-on en France en 2006 ?, conférence éditée in Comment être à la fois juste, objectif et équitable ?, École Navale, Ecole nationale supérieure d’ingénieurs, juin 2006.
- Quelle mesure de la qualité dans les réformes éducatives ? La qualité n’est pas qu’un enjeu de performance, In Revue internationale d’éducation, avril 2020, dossier (avec Stéphane Foin), Réformer l'éducation. Sur les conditions pour réussir les réformes en éducation.

### Sur la question des examens
- L’évaluation des étudiants à l’Université : point aveugle ou point d’appui ?, en coll.. rapport d’inspection générale, 2007
- Propositions pour une évolution du baccalauréat, rapport IGAENR, IGEN, IGF, janvier 2012
- La mise en œuvre du Livret personnel de compétences au collège, rapport IGAENR, IGEN, en coll. avec B. Hazard, R. Nicodème et alii, septembre 2012
- Baccalauréat et recrutement des élites, le porte à faux in Cahiers pédagogiques, oct. 2018.
- « Baccalauréat : « L’exception française », in Le Monde, 17 juin 2019
- Chapitre sur le baccalauréat français in  Examination Standards - How measures and meanings differ around the world, Université d’Oxford, 2018.

### Sur l’organisation des pouvoirs en éducation
- Inspecteurs généraux et savoirs sur l’école : l’urgence d’un nouveau positionnement, in Revue de l’inspection générale, 2008
- Et si c’était une question de pouvoirs ?, Libre opinion, Agence Éducation Formation, 2009
- Équipe de direction, équipe enseignante : veut-on vraiment abattre le Mur de Berlin ?, conférence de clôture du colloque de l’AFAE, in Administration et Éducation, 2010.

### Sur des thèmes de comparaisons internationales
- Contenus et valeurs : bigarrure du monde, convergence des questions, coll. F. Robine, article in Revue internationale d’éducation, no 52, 2009
- La question de l’extension de l’école de base : comment argumenter auprès de nos ministres?, Conférence, Séminaire UNESCO/BREDA/UEMOA, Ouagadougou 1-2 mars 2010
- Politiques curriculaires: une autre façon de penser l'éducation?, article in Revue internationale d'éducation de Sèvres, «Le curriculum dans les politiques éducatives », no 56 avril 2011
- Savoirs voyageurs, réflexion sur la transmission internationale des savoirs éducatifs, conférence et article ; CNAM, Biennale de l’éducation : édité dans Administration et     éducation, « Enjeux internationaux pour les professionnels de l’éducation », no 3, 2012
- What makes a good education ? Lessons from all around the world, conférence à Cambridge Assessment event held at Westminster, Londres, 2012
- The competency-based approach to curriculum reform in five African countries: What can we learn from the 2008–2009 evaluation? in Prospects, International Bureau of Education, décembre 2013

### Sur d’autres thèmes relevant de l’éducation
- La formation initiale et continue des maîtres, rapport d’inspection générale en coll. avec Septours (G.) et alii, 2003
- L’école et l’argent, ouvrage, en coll. A.-D. Robert, Retz, 2007
- L’amélioration des apprentissages des élèves dans une école française en contexte social difficile, la mise en ouvre de la pédagogie Freinet à l’école « Concorde » de Mons-en-Barœul et son évaluation par le laboratoire « Théodile » de l’université de Lille 3, Étude de cas, avec les contributions de Jean-Gérard Ghier, de Yves Reuter, de Marcel et Danielle Thorel, rapport à l’UNESCO « Enhancing learning project », 2008